# لين بينون
لين بينون (بالإنجليزية: Len Beynon)‏ (24 أبريل 1912 في المملكة المتحدة - 17 أغسطس 1992) هو ملاكم بريطاني، صنّف ضمن فئة وزن الريشة ‏ ووزن البانتام ‏.

## إحصائيات
خاض خلال مسيرته 81 نزالا، فاز في 53 وتعادل في 1 وخسر في 26. فاز بالضربة القاضية في 13 نزالا.

## روابط خارجية
- لين بينون على موقع بوكس ريك (الإنجليزية) (registration required)